# NNS Dorina (1970)
NNS Dorina – nigeryjska korweta, jeden z dwóch okrętów Nigeryjskiej Marynarki Wojennej brytyjskiego typu Mk 3 stoczni Vosper Thornycroft, znajdujący się w służbie od 1972 do 1987 roku. Nosił numer burtowy F 81. Nazwa oznaczała hipopotama.
Wyporność pełna okrętu wynosiła około 650 ton, a napędzały go silniki wysokoprężne, pozwalające na osiąganie prędkości 22 węzłów. Uzbrojenie stanowiły dwa działa uniwersalne kalibru 102 mm i małokalibrowe działa przeciwlotnicze.

## Projekt i budowa
„Dorina” była pierwszą z serii dwóch korwet zbudowanych dla Nigeryjskiej Marynarki Wojennej przez brytyjskie przedsiębiorstwo stoczniowe Vosper Thornycroft, określonych przez nie jako model 3 (Mk 3). Wywodziły się z linii niewielkich okrętów zaprojektowanych z własnej inicjatywy stoczni Vosper we współpracy z koncernem Vickers-Armstrongs na początku lat 60. XX wieku, z przeznaczeniem na eksport, głównie dla młodych afrykańskich państw postkolonialnych, jako nowoczesne, a przy tym tanie i łatwe w obsłudze okręty eskortowe. Pierwszymi z tej rodziny były korwety Mk 1, dla Ghany i Libii. Model Mk 2 nie znalazł nabywców, po czym około 1966 roku powstał projekt nieco powiększonej korwety Mk 3. W tym roku też stocznia Vosper połączyła się ze stocznią Thornycroft, tworząc przedsiębiorstwo Vosper Thornycroft. Oryginalnie projekt modelu Mk 3 zakładał uzbrojenie w pojedynczą armatę kalibru 102 mm, wyrzutnię pocisków przeciwlotniczych bliskiego zasięgu Sea Cat i wyrzutnie rakietowych bomb głębinowych Terne, oraz napęd trzema śrubami, ale również nie został w takiej postaci zamówiony.
28 marca 1968 roku Nigeria zamówiła budowę dwóch okrętów uproszczonego i tańszego wariantu Mk 3, napędzanego tylko dwoma silnikami i pozbawionego uzbrojenia rakietowego i przeciwpodwodnego. Ich nazwy: „Dorina” i „Otobo” oznaczały hipopotama w rdzennych językach nigeryjskich, stąd w literaturze były one nazywane też jako typ Hippopotamus. Nazewnictwo to kontynuowano także dla dwóch zamówionych później przez Nigerię korwet Mk 9 („Enymiri” i „Erinomi”).
Stępkę pod budowę pierwszej korwety położono w należącej do Vosper Thornycroft stoczni Camber Shipyard w Portsmouth 26 stycznia  1970 roku, pod numerem budowy 2635, a kadłub wodowano 16 września tego roku. Próby morskie okręt ukończył w czerwcu 1972 roku, a 21 lipca 1972 roku został przekazany marynarce nigeryjskiej. Otrzymał nazwę „Dorina” oznaczającą hipopotama w języku hausa oraz numer burtowy F 81.

## Opis techniczny

### Architektura i kadłub
Okręt miał gładkopokładowy kadłub, przy czym dolna kondygnacja nadbudówki stanowiła nadbudowę, ze ścianami stanowiącymi przedłużenie burt. Prosta dziobnica była silnie wychylona do przodu, a pokład miał niewielki wznios. Na pokładzie dziobowym umieszczone było zdwojone stanowisko armat kalibru 102 mm z głęboką maską przeciwodłamkową. Całe śródokręcie zajmowała niewysoka nadbudówka, z przeszklonym pomostem nawigacyjnym. Pośrodku długości okrętu znajdował się pojedynczy obudowany maszt o przekroju prostopadłościennym, z jajowatą osłoną anteny radaru kierowania ogniem na szczycie, a za nim niski opływowy komin. Za kominem umieszczona była podstawa dużej anteny radaru dozoru ogólnego, a za nią działko przeciwlotnicze kalibru 40 mm na końcu nadbudówki i drugie niżej na pokładzie rufowym.
Dane dotyczące wielkości okrętów są rozbieżne w publikacjach. Wyporność standardowa według wczesnych roczników flot była podawana w zaokrąglonej wartości 500 ts (ton angielskich), a pełna 650 ts. Według innych źródeł, wyporność standardowa wynosiła 580 ts, a pełna 660 ts, względnie wyporność standardowa wynosiła 550 t, bojowa 630 t, a specjalna 660 t. Długość całkowita wynosiła 61,57 m (202 stopy), a między pionami 56,4 m lub 55,4 m. Szerokość całkowita wynosiła 9,5 m, a zanurzenie 3,3 m. Kadłub dzielił się na 12 przedziałów wodoszczelnych.
Załoga okrętu składała się z 66 ludzi, w tym siedmiu oficerów, później 67 ludzi, w tym ośmiu oficerów. Okręty posiadały dodatkowe pomieszczenia dla dowódcy zespołu i jego sztabu.

### Uzbrojenie
Uzbrojenie główne stanowiły dwie brytyjskie armaty uniwersalne kalibru 102 mm Mk 16* o długości lufy 45 kalibrów (L/45) w podwójnym stanowisku Mk 19* R.P.51 z maską przeciwodłamkową. Działa te wywodziły się z II wojny światowej i były ładowane ręcznie.
Uzbrojenie przeciwlotnicze stanowiły dwie automatyczne armaty kalibru 40 mm Bofors Mk 1N o długości lufy L/70 w pojedynczych stanowiskach Mk 7. Uzupełniały je dwa działka automatyczne 20 mm Oerlikon na podstawach Mk 2A.

### Wyposażenie
- radar Plessey AWS-1 (dozoru ogólnego)[12]
- radar HSA M 22 (kierowania ogniem) i system kierowania ogniem HSA WM 20[12][10]
- radar Decca(inne języki) TM 626 (nawigacyjny)[12]
- sonar Plessey MS-22[2][12] lub Plessey M 26[13]
- system walki radioelektronicznej (ECM) Decca[2]

### Napęd
Napęd stanowiły dwa czterosuwowe, 16-cylindrowe silniki wysokoprężne MAN V8V 24/30-B o mocy ciągłej po 2535 kW (3400 hp, 3447 KM) i mocy chwilowej po 3304 kW (4430 hp, 4492 KM) – łącznie 6800 do 8860 hp. Napędzały one dwie śruby, pozwalając na osiąganie prędkości maksymalnej 22 węzły. Zasięg przy prędkości ekonomicznej 14 węzłów wynosił 3500 mil morskich lub według innych danych, 3450 Mm. Zapas paliwa wynosił 68 ton lub według innych danych, 71 ton lub 75 ton.

## Służba
Okręt podniósł banderę nigeryjską 7 grudnia 1972 roku w Portsmouth. Pierwszym dowódcą okrętu był kmdr por. Akin Aduwo. Po przyjęciu do służby w 1972 roku, NNS „Dorina” przepłynęła z Portsmouth do Nigerii. W latach 1975–1976 przeszła remont u producenta. Od 17 maja do czerwca 1977 roku wraz z okrętem szkolnym „Ruwan Yaro” wyruszyła w daleki rejs szkolny po portach Afryki zachodniej, Ameryki Południowej i Karaibów. Między innymi, okręty przekroczyły na oceanie równik i złożyły wizytę w Brazylii, po raz pierwszy w historii marynarki nigeryjskiej. Odwiedziły wówczas Dakar, Recife, Paramaribo, Port-of-Spain, Georgetown, Fortalezę, Freetown i Temę, reprezentując marynarkę nigeryjską i spotykając się z dużym zainteresowaniem, prawdopodobnie jako pierwsze okręty państw czarnej Afryki w portach południowoamerykańskich i karaibskich.
Od początku lat 80., w związku z trudnościami finansowymi marynarki nigeryjskiej, która nabyła zbyt wiele nowych jednostek, stan techniczny jej okrętów zaczął się pogarszać. W połączeniu z brakiem dbałości ze strony oficerów i załóg, doprowadziło to do tego, że około 1983 roku stosunkowo nowa korweta była już niesprawna. 6 grudnia 1983 roku została przeholowana z bazy w Apapie do stoczni w Wilmot Point w celu przyszłego remontu (oba miejsca w aglomeracji Lagos). Tam pozbawiony należytej konserwacji okręt zatonął 16 kwietnia 1987 roku przy nabrzeżu. 18 maja tego roku okręt został podniesiony przy użyciu dźwigu pływającego. We wrześniu 1987 roku znajdował się ponownie w Apapie, wycofany ze służby.
Według części publikacji, w kwietniu 1988 roku „Dorina” została przetransportowana do Włoch w celu remontu i przebudowy na okręt patrolowy, lecz prac nie podjęto z uwagi na brak funduszy – jednak według bardziej szczegółowych źródeł, była to bliźniacza jednostka „Otobo”.